# Edmund Pesch
Edmund Pesch (* 6. April 1903 in Giesenkirchen; † 1992 in Köln) war Journalist und Feuilletonist sowie Chefredakteur bei der Kölnischen und Bonner Rundschau.

## Leben
Als Sohn des Buchdruckers und Verlegers Jakob Pesch lernte Edmund Pesch schon als Jugendlicher das Zeitungswesen kennen.
Seit 1924 arbeitete Pesch als Lokalredakteur für die Allgemeine Zeitung Coesfeld. 1935 wurde von NS-Gauleiter Alfred Meyer gegen Pesch ein Berufsverbot für den so genannten Gau Nördliches Westfalen verhängt. Pesch konnte in den Gau Südliches Westfalen, nach Dortmund zur dortigen Zeitung Tremonia wechseln, wo er das Feuilleton betreute. Sein Haus in Coesfeld mietete der Kommandeur des Wehrbereichskommandos Oberstleutnant Curt Schlettwein. Von Herbst 1944 bis April 1945 als politischer Gefangener durch die Gestapo inhaftiert, entkam Pesch dank eines Wärters kurz vor Ende des Krieges und arbeitete seit Sommer 1945 für die Ruhrzeitung, die von der britischen Militärregierung herausgegeben wurde.

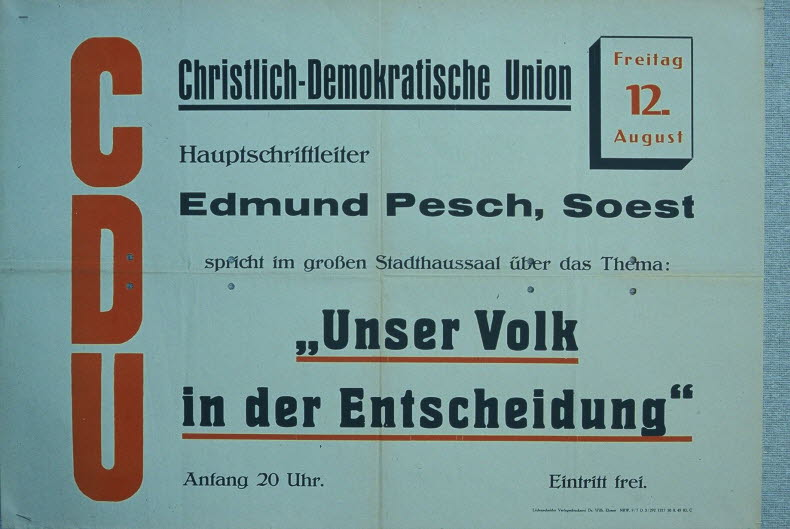
Ankündigungsplakat der CDU für eine Veranstaltung mit Edmund Pesch, 1949

Bei der neu gegründeten Westfalenpost war Pesch seit 1946 als Chefredakteur, zuerst in Soest, ab 1950 in Hagen tätig. Bis zum Ruhestand 1968 wirkte Pesch dann ab 1956 als Chefredakteur der einflussreichen Kölnischen und Bonner Rundschau und galt als Vertrauter des ehemaligen Bundeskanzlers Konrad Adenauer.
Edmund Pesch war mit Maria Sasse aus Coesfeld verheiratet.